# Litocras athletes
Litocras athletes är en insektsart som beskrevs av Alexander Fyodorovich Emeljanov 2008. Litocras athletes ingår i släktet Litocras och familjen Dictyopharidae. Inga underarter finns listade i Catalogue of Life.